# 坎普里利斯鎮區 (明尼蘇達州拉基帕爾縣)
坎普里利斯鎮區（英語：Camp Release Township）是位於美國明尼蘇達州拉基帕爾縣的一個行政鎮區。

## 地方資料
坎普里利斯鎮區的面積為76.04平方千米，當中陸地面積為76.03平方千米，而水域面積為0.01平方千米。根據2020年美國人口普查的數據，當地共有人口300人，而人口密度為每平方千米3.95人。